# کینین‌ها
کینین‌ها به دسته‌ای از مواد در بدن پستانداران گفته می‌شود که در خون و مایع میان‌بافتی برخی از اعضا ساخته‌می‌شوند. برادی‌کینین سردستهٔ کینین‌هاست که نیمه عمر کوتاه دارد. این‌ها باعث اتساع عروق، کاهش فشار خون، افزایش نشت مایعات از عروق و ادم به صورت موضعی می‌شوند. کالیکرئین نیز یکی از کینین‌ها است.

## فعال شدن
سیستم کینین یک آبشار آنزیمی می‌باشد و زمانی آغاز می‌گردد که فاکتور انعقادی با نام فاکتور هاگمن (فاکتورXII) به دنبال آسیب بافتی و اندوتلیوم عروق فعال شود. فاکتورهاگمن فعال متصل به سطح، پره‌کالیکرئین (PK) را با برش پروتئولیتیک به کالیکرئین فعال تبدیل می‌کند. برای این عمل کینینوژن با وزن مولکولی بالا (HMWK) به عنوان کوفاکتور لازم می‌باشد. کالیکرئین فعال، خود سبب فعال شدن مقادیر بیشتری از فاکتور ۱۲ می‌شود. از طرف دیگر کالیکرئین سبب آزاد شدن برادی‌کینین از کینینوژن باوزن مولکولی بالا (HMWK) می‌شود. فعال شدن این سامانه موجب افزایش نفوذپذیری عروق، التهاب، اتساع عروقی و درد می‌شود.